# Rottach-Egern
Rottach-Egern (innan 1951 Rottach) är en kommun i Landkreis Miesbach i det tyska förbundslandet Bayern. Rottach-Egern, som för första gången nämns i ett dokument från år 748, har cirka 
5 800 invånare. Rottach-Egern är beläget i Tegernseedalen.

## Administrativ indelning
Rottach-Egern består av 23 Ortsteile.
- Rottach
- Egern
- Gasse
- Schorn
- Sonnenmoos
- Staudach
- Weißach
- Wolfsgrub
- Berg
- Ellmau
- Hagrain
- Haslau
- Kalkofen
- Oberach
- Sutten
- Trinis
- Brandstatt
- Enterrottach
- Erlach
- Kühzagl
- Unterwallberg
- Gutfeld
- Wallberg

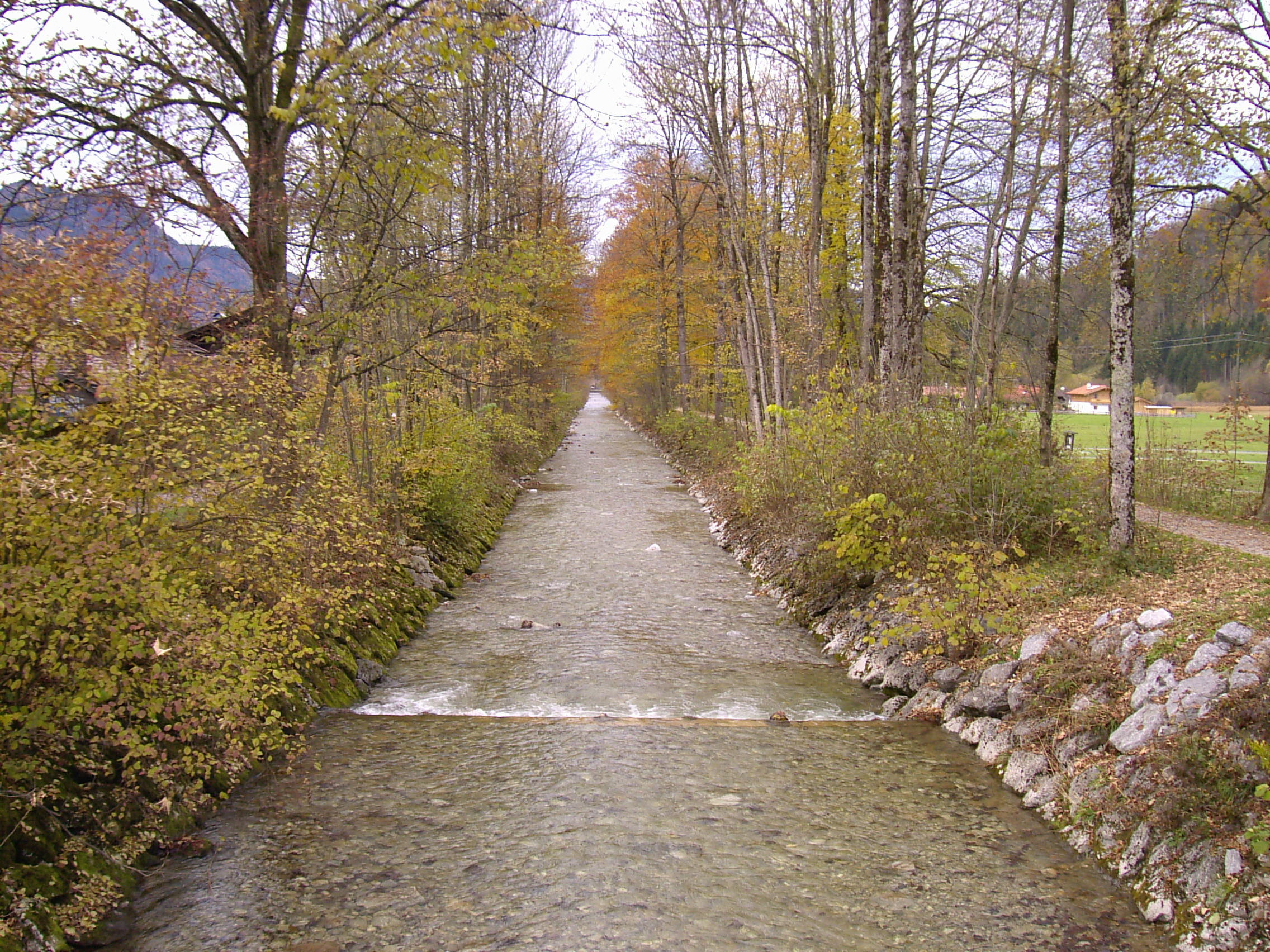
Floden Rottach.